# Gertrude Vanderbilt Whitney

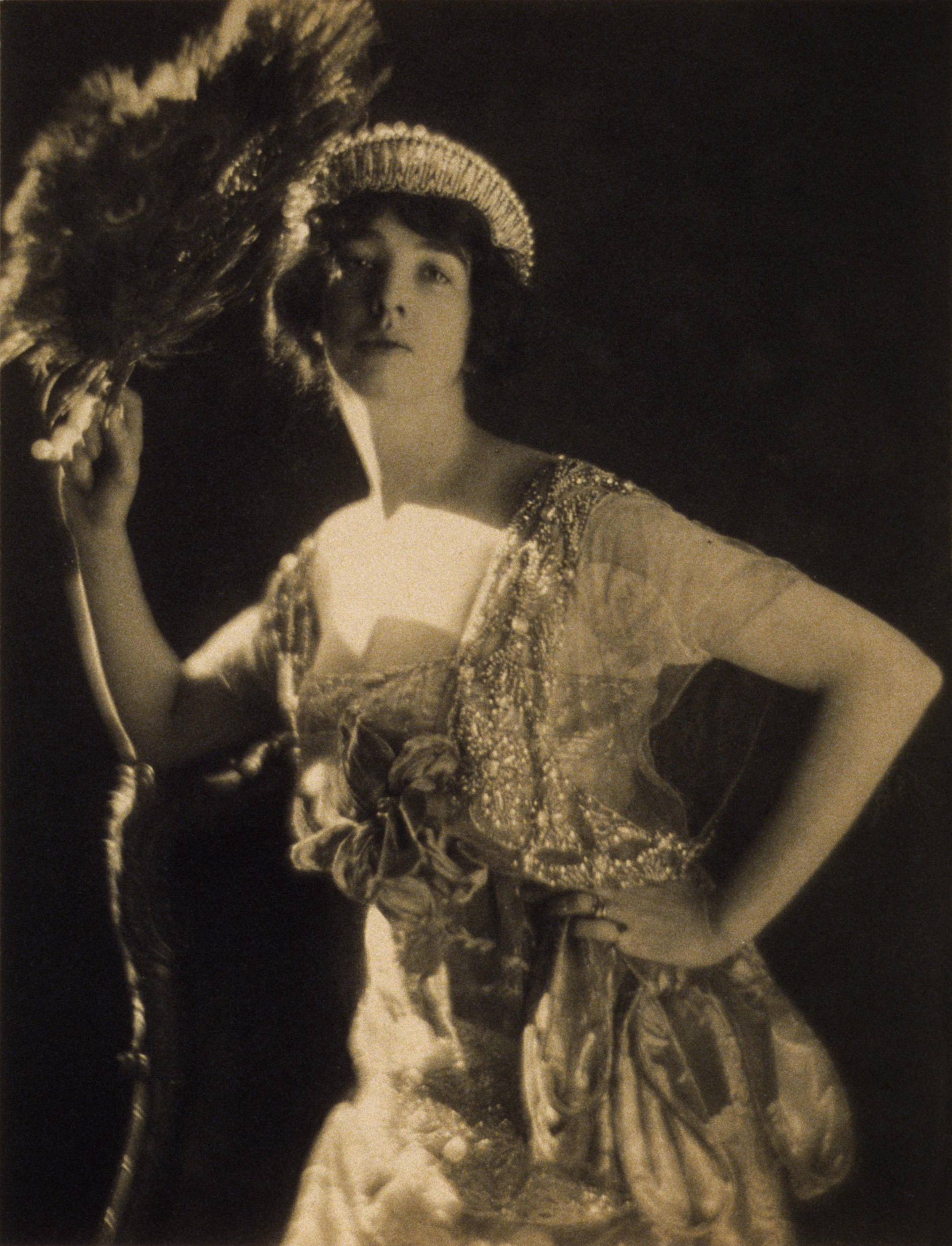
Gertrude Vanderbilt Whitney en la revista Vogue, edició del 15 de gener de 1917.

Gertrudis Vanderbilt Whitney, també coneguda com a Miss Whitney (Nova York, 9 de gener de 1875 - 18 d'abril de 1942), va ser una escultora i filantropa nord-americana.

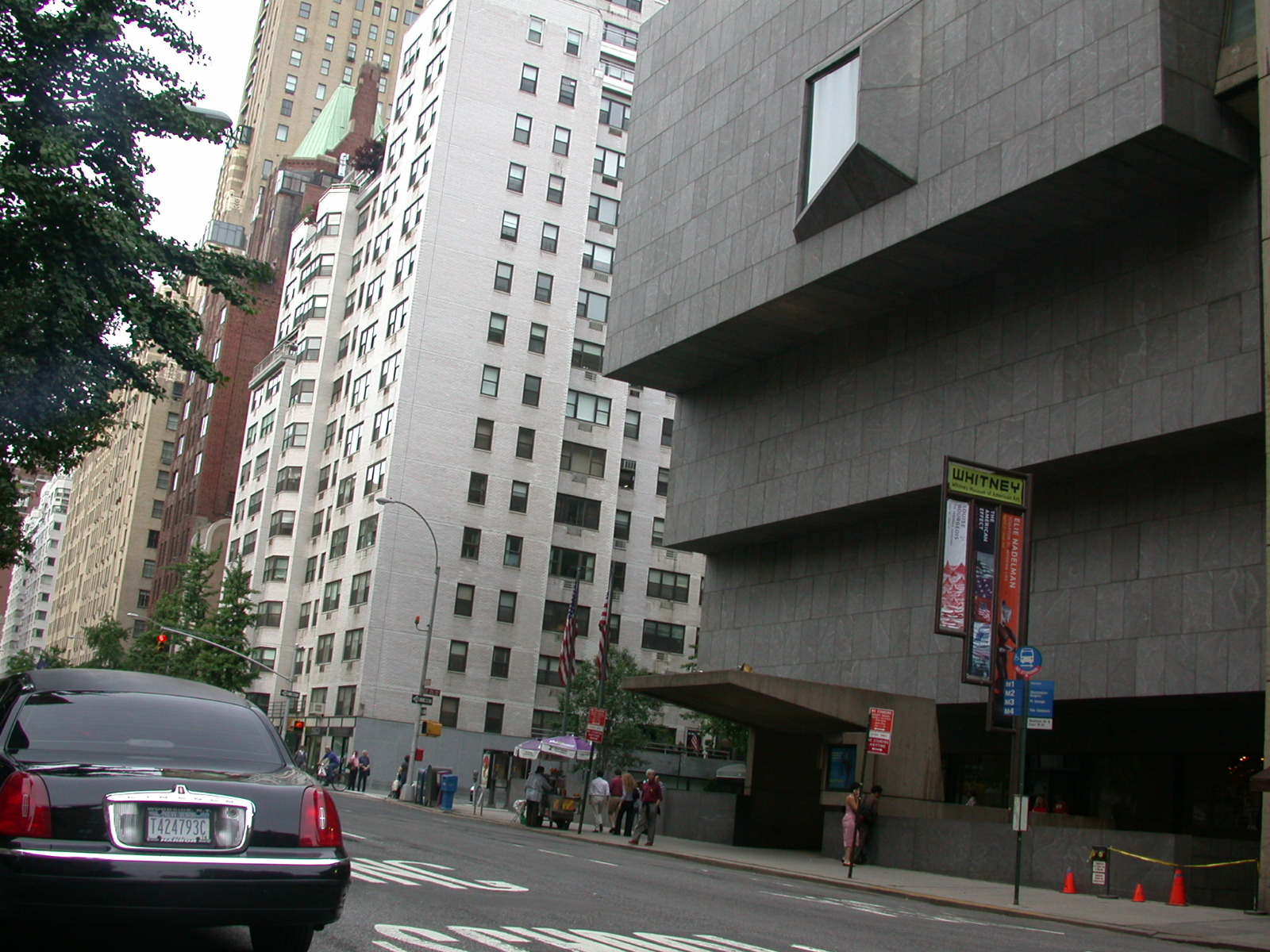
Museu Whitney a Nova York

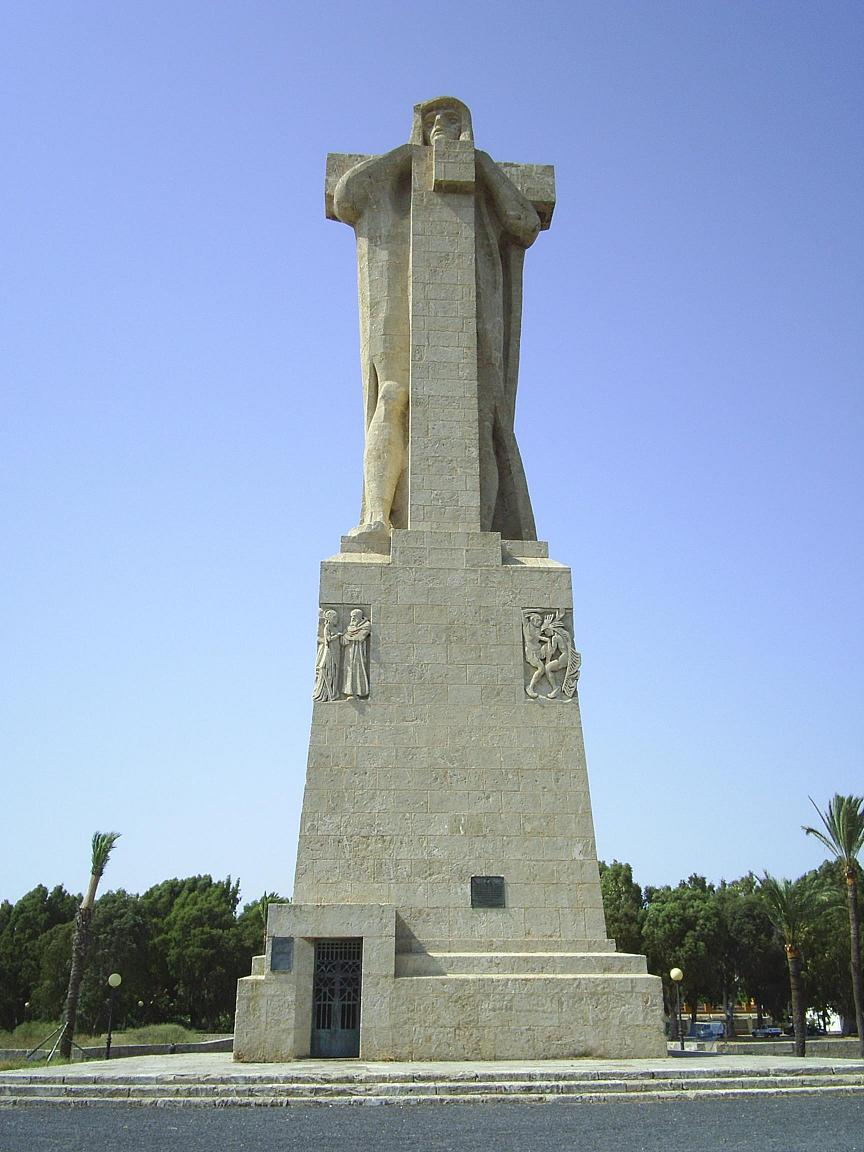
Monument a Colón a Huelva

Va néixer en el si d'una família acomodada, era besneta del Comodor Cornelius Vanderbilt i filla gran del matrimoni Cornelius Vanderbilt II (1843-1899) i Alice Claypoole Gwynne (1852-1934). Els seus primers anys els va passar entre la mansió familiar The Breakers a Newport i va ser educada per tutors privats i després va estudiar a l'Escola Brearley de Nova York. Als 21 anys es va casar amb el banquer i inversor Harry Payne Whitney (1872-1930), amb qui va tenir tres fills: Flora, Cornelius i Bàrbara.

## Carrera professional
La seva vocació artística va sorgir a principi de segle xx en conèixer de primera mà la bohèmia artística parisenca. Va estudiar escultura a la Lliga d'estudiants d'art de Nova York i després va rebre classes a París amb Auguste Rodin. Va instal·lar sengles estudis d'art al Greenwich Village i a Passy (París) i va rebre elogis tant a Europa com als Estats Units per als seus treballs. Durant la Primera Guerra Mundial va crear i va finançar un hospital de guerra a Neuilly-sud-Seine i va crear diverses escultures commemoratives del final del conflicte. El 1914 va obrir el Whitney Studio Club al número 147 del carrer West 4th al Village novaiorquès, una galeria per a artistes joves que seria l'inici del futur Museu Whitney, que va fundar el 1931, perquè el Museu Metropolità d'Art va rebutjar la donació de la seva col·lecció d'art modern. Entre les seves obres filantròpiques pot esmentar-se també el suport financer a la International Composer's Guild, organització dedicada a promoure la interpretació de la música de compositors contemporanis. El 1934 va ser part d'una batalla judicial amb la seva cunyada per la tinença de la seva neboda Gloria Vanderbilt, de deu anys. Gertrude Whitney va morir de endocarditis bacteriana el 1942 i està enterrada al Cementiri Woodlawn al barri del Bronx a la ciutat de Nova York. La seva filla Flora Whitney Miller la va succeir al capdavant del Museu Whitney.

## Escultures públiques
Gertrude Whitney és famosa pel Monument a Colom a la Punta del Sebo a Huelva i per nombroses obres als Estats Units:
- Monument al desembarcament de les tropes nord-americanes (Saint-Nazaire, 1926, destruït pels bombardejos durant la Segona Guerra Mundial).
- Font de El Dorado (primer a San Francisco i després a Lima).
- Font Asteca (Washington, DC)
- RMS Titanic Memorial (Washington, DC, 1914). Una rèplica parcial del cap del monument va ser comprada pel govern francès per al Museu del Luxemburg.
- William F. Cody Memorial (Cody, Wyoming a l'entrada del Parc nacional Yellowstone)
- Arc de la Victòria (Madison Square, Ciutat de Nova York)
- Tres Gràcies (Campus inferior de la universitat McGill de Mont-real)
- Peter Stuyvesant (Stuyvesant Square, Ciutat de Nova York, 1939)
- Tres Gràcies (Plaza Washington de Lima)